# Katedra Zwiastowania Matki Bożej w Atenach

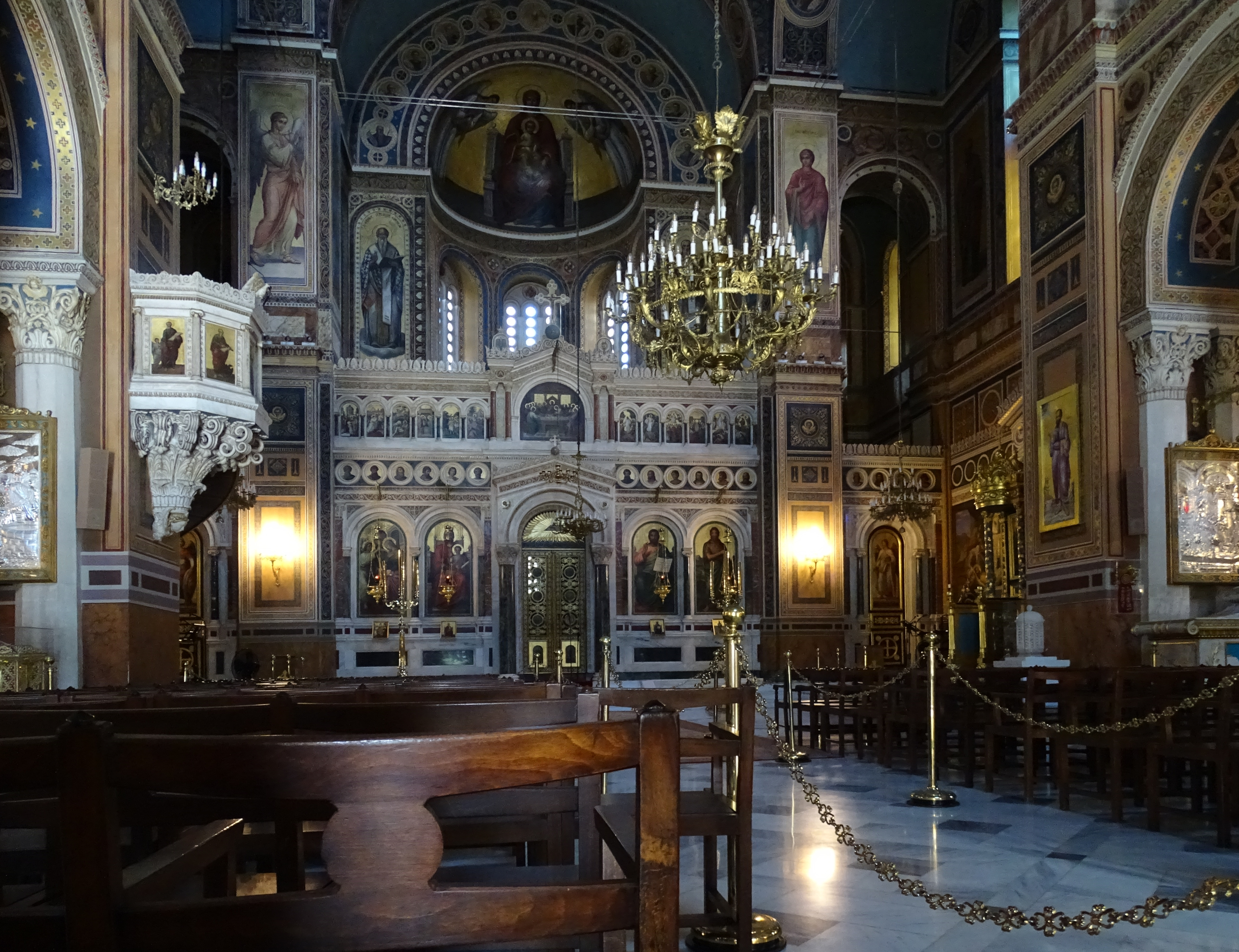
Nawa główna

Katedra Zwiastowania Matki Bożej (gr. Καθεδρικός Ιερός Ναός Ευαγγελισμού της Θεοτόκου), znana także jako Katedra Metropolitalna – katedra prawosławna w Atenach, główna świątynia Greckiego Kościoła Prawosławnego, siedziba arcybiskupa Aten i całej Grecji. 
Jest to trójnawowa bazylika, z kopułą. Jej budowę rozpoczęto w Boże Narodzenie 1842 z inicjatywy króla Ottona von Wittelsbach i królowej Amelii von Oldenburg. Prócz ułożenia kamienia węgielnego, fundatorzy zadecydowali o zniszczeniu 72 świątyń bizantyńskich, używając ich elementów do budowy katedry – miejsca przyszłych uroczystości koronacyjnych i pogrzebowych władców. Dzieło zakończono w 1863, czyli wkrótce po detronizacji Ottona. 
Nad placem, przed świątynią, znajduje się pomnik arcybiskupa Damaskina.
Obecnie świątynia jest remontowana.

## Galeria

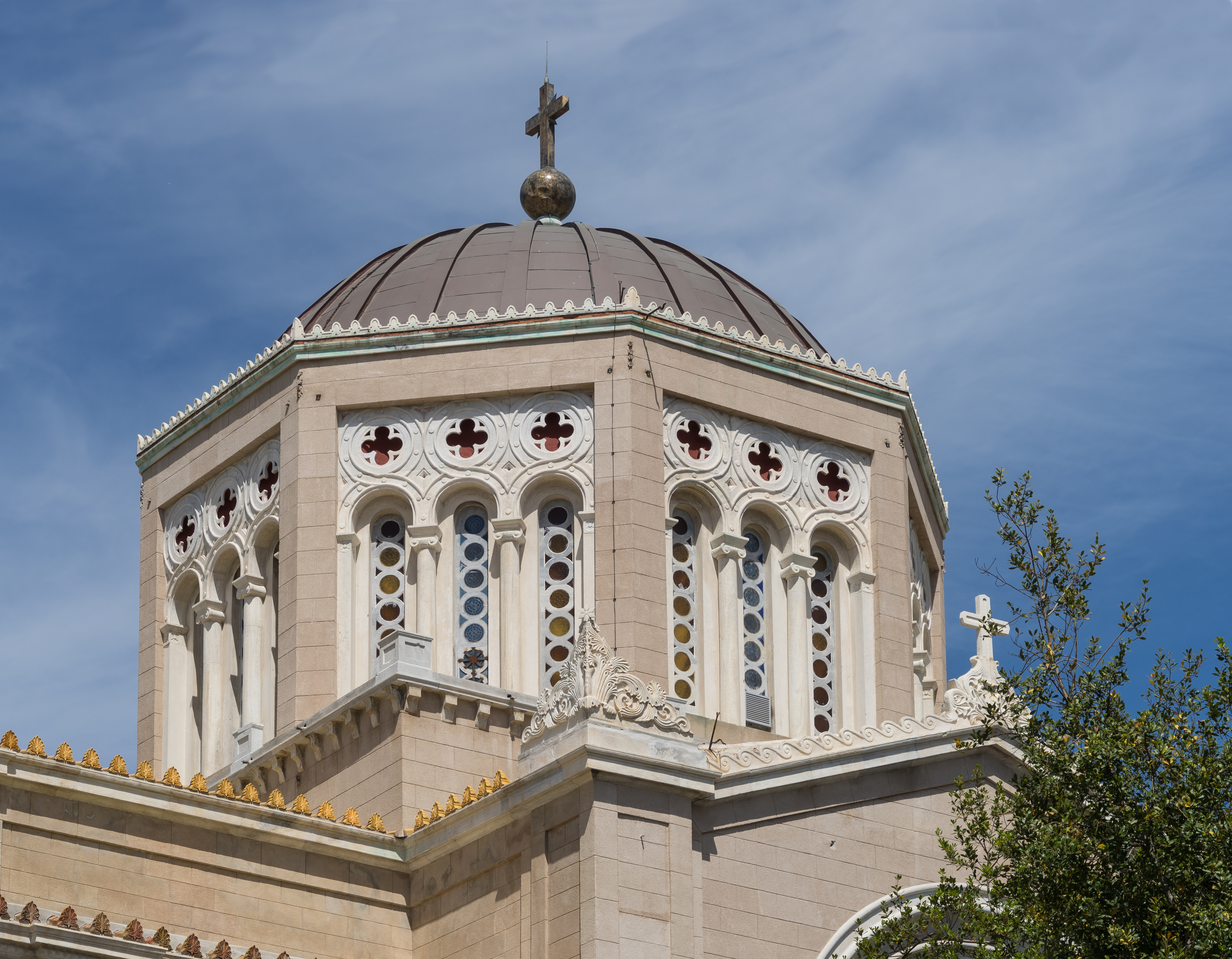
Kopuła
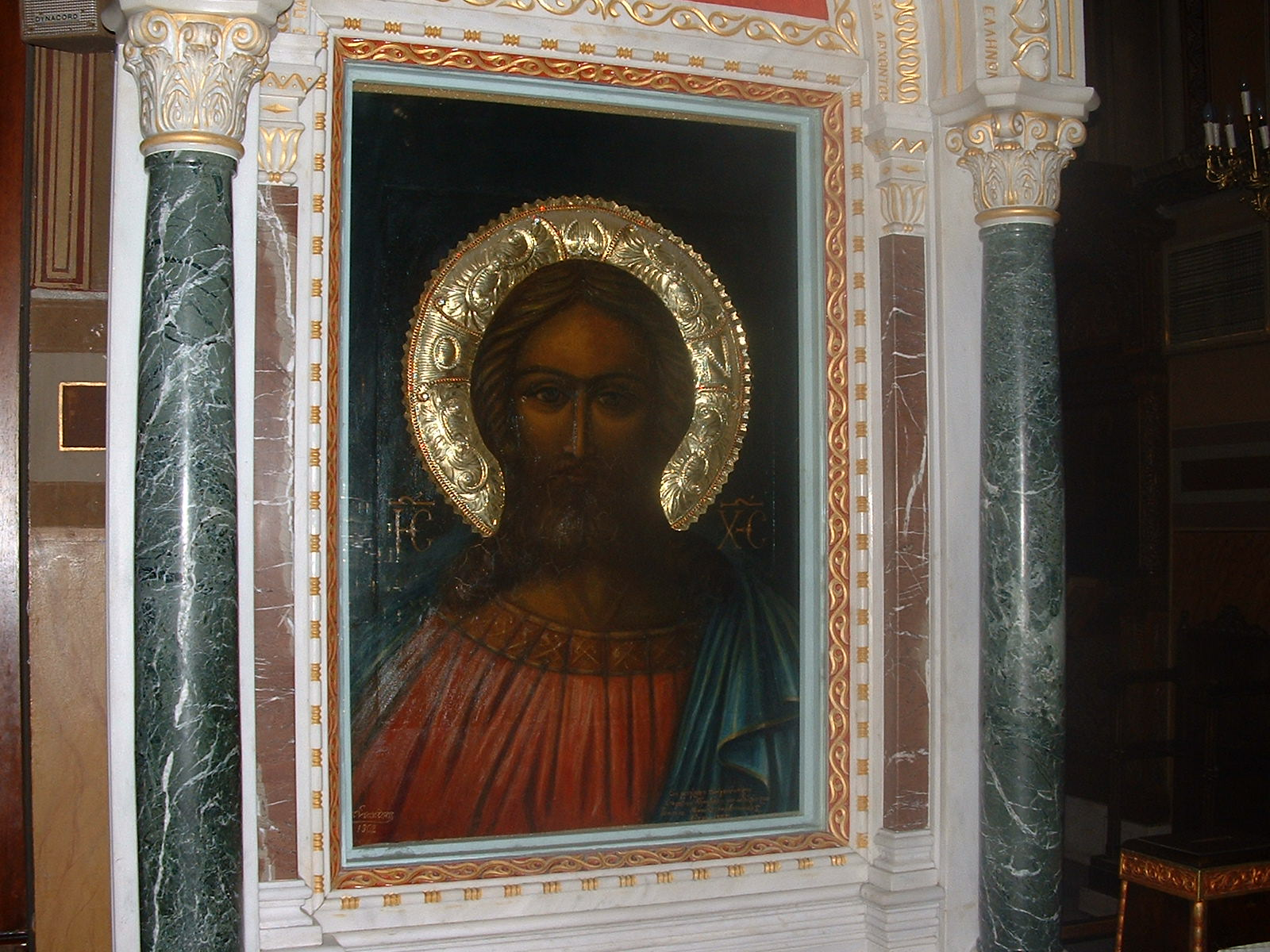
Ikona Jezusa
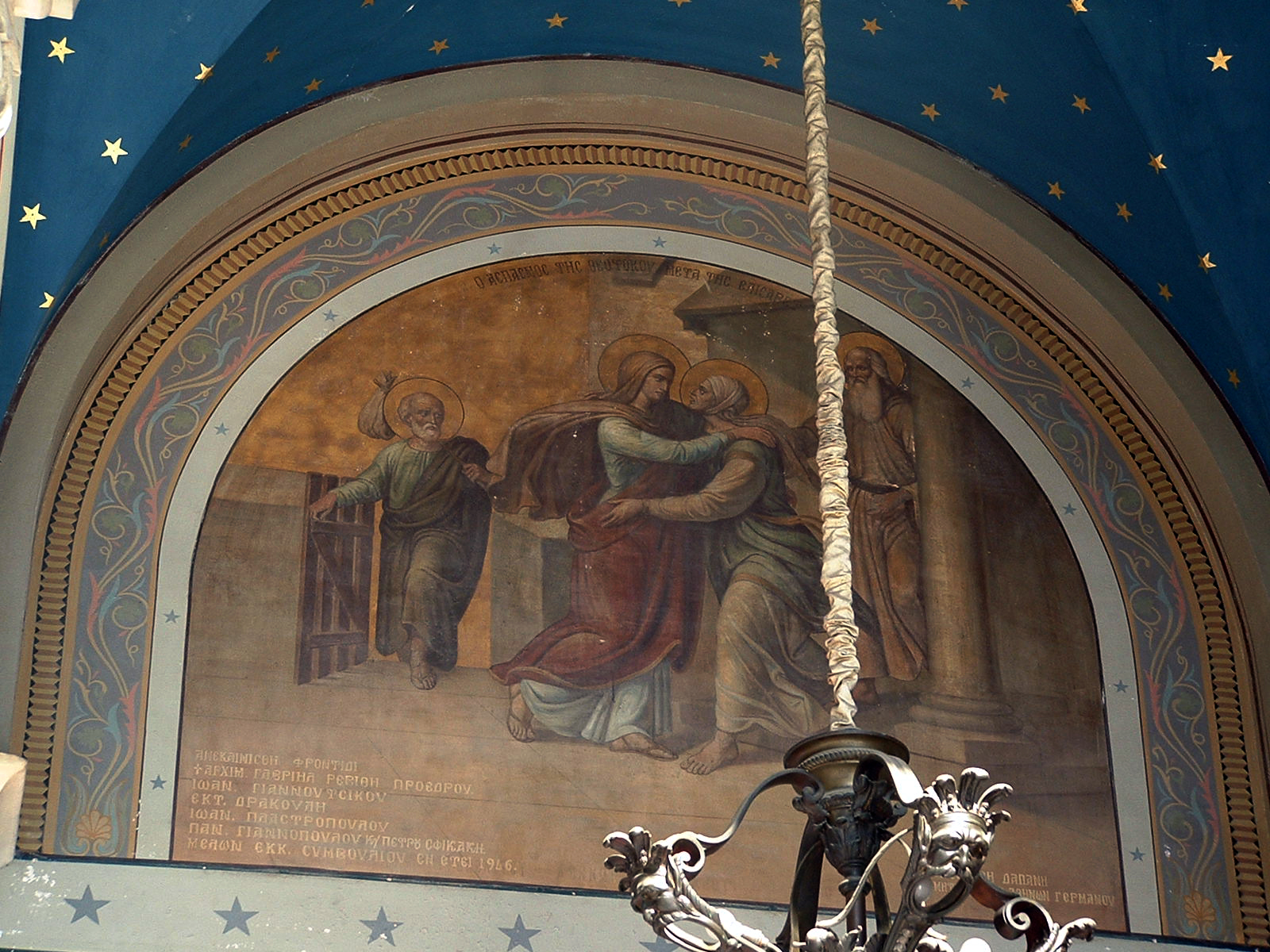
Polichromia nad wejściem głównym
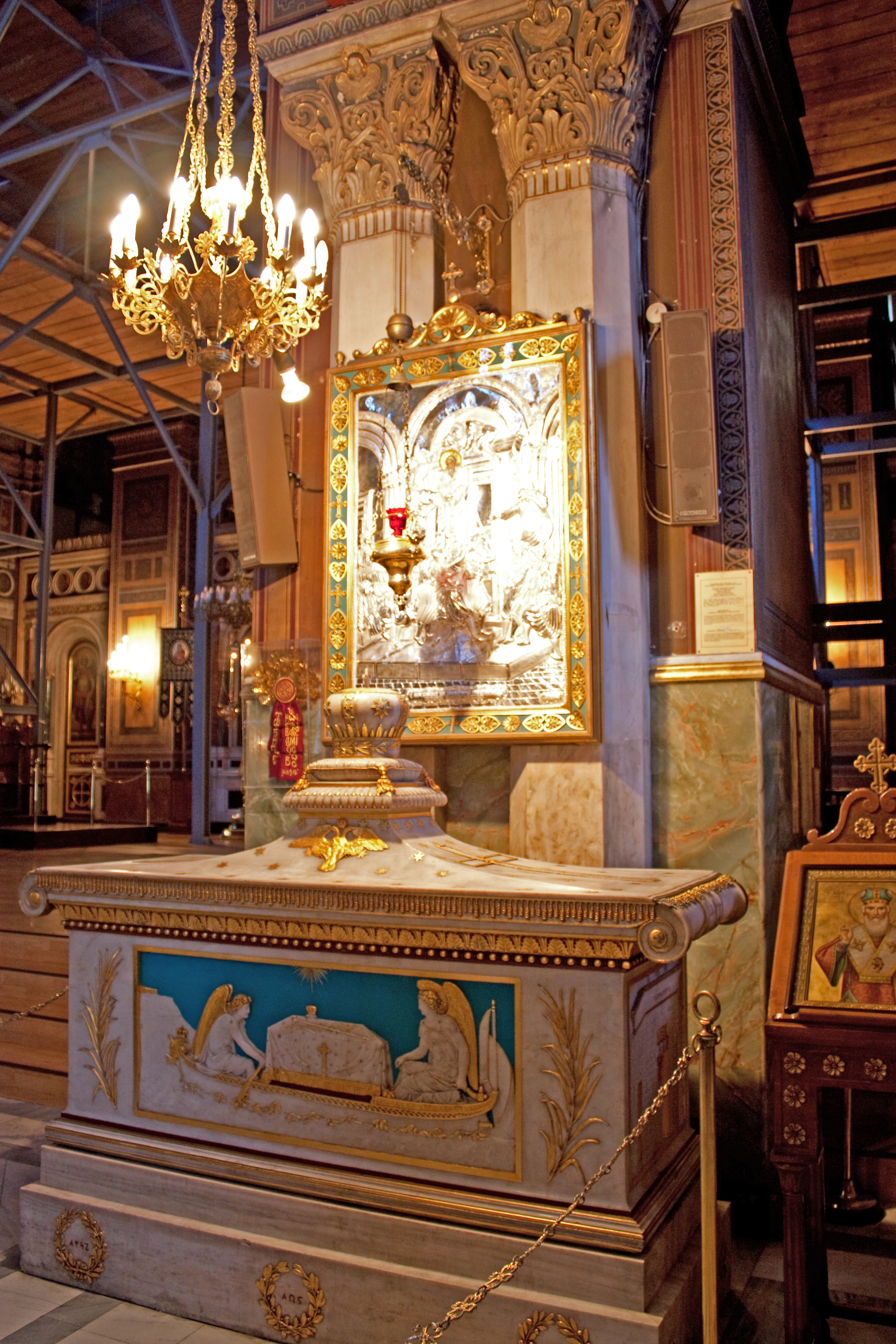
Jeden z detali wnętrza katedry
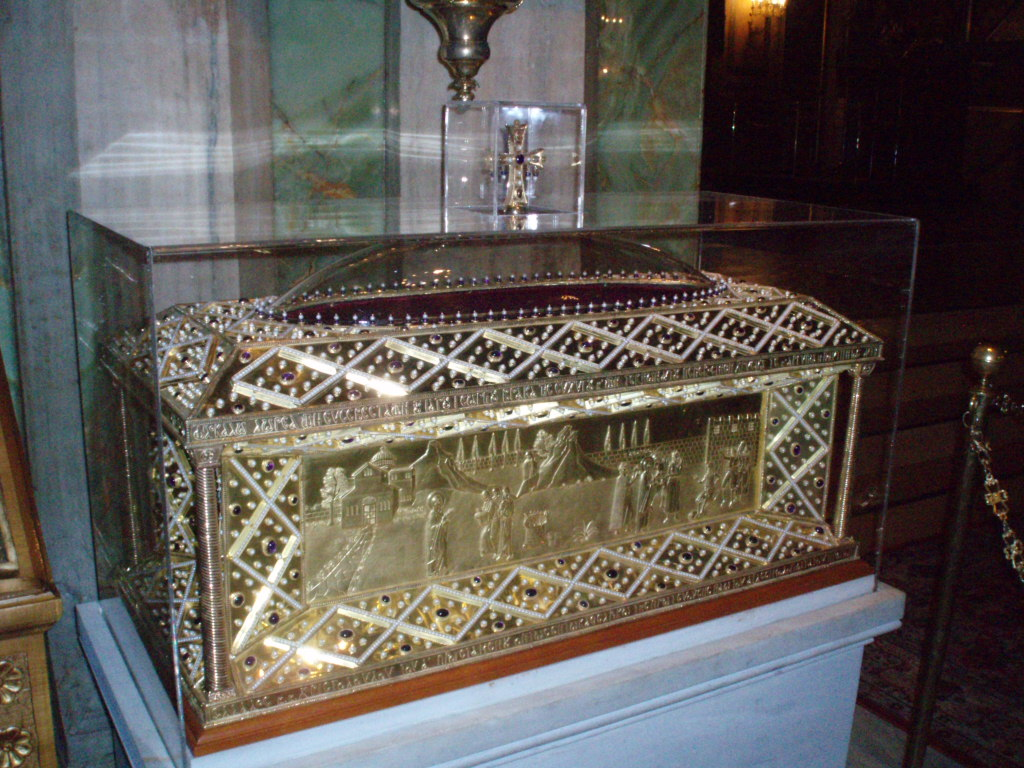
Spoczywają tu relikwie św. Filotei
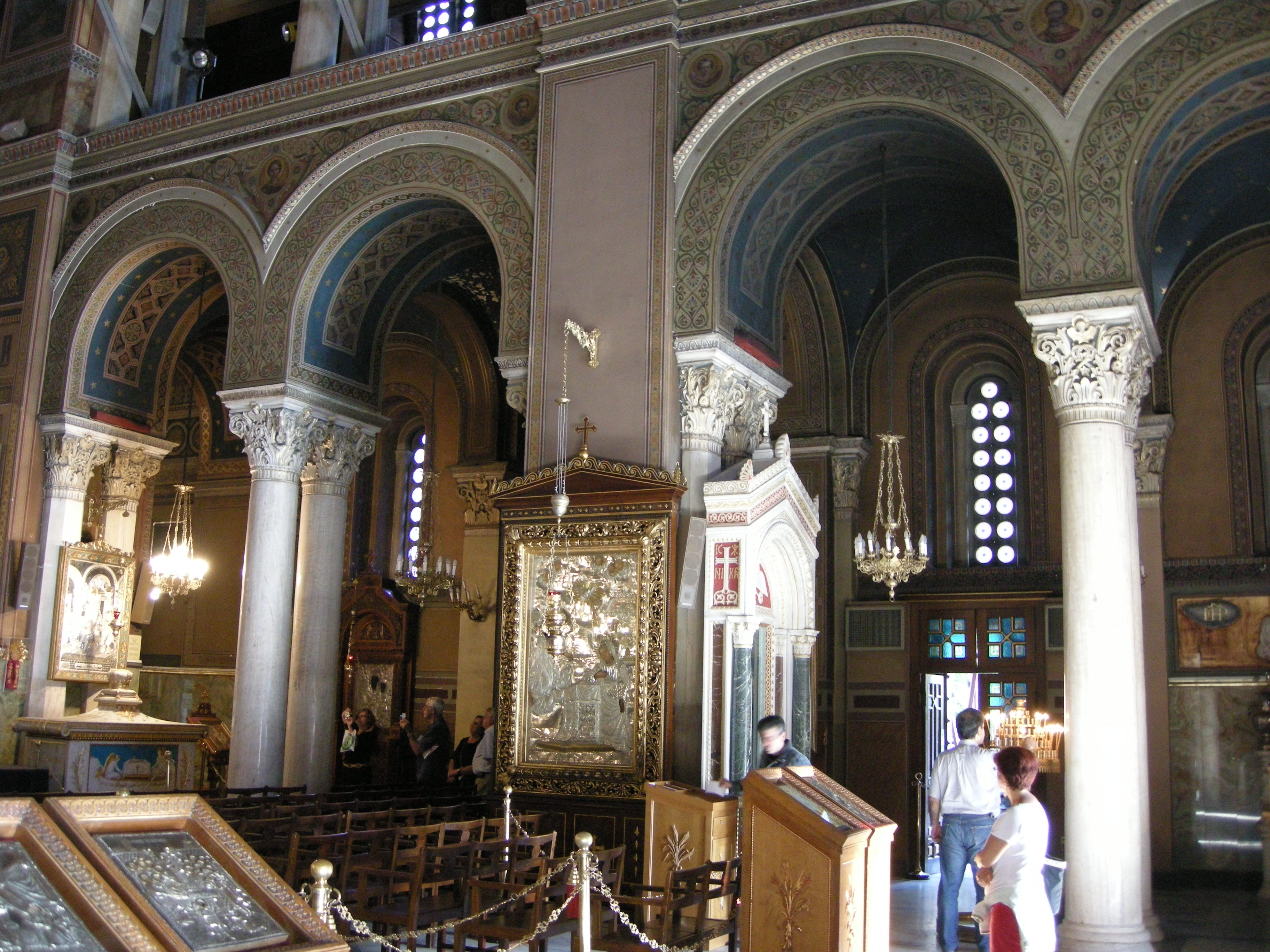
Widok prawej nawy
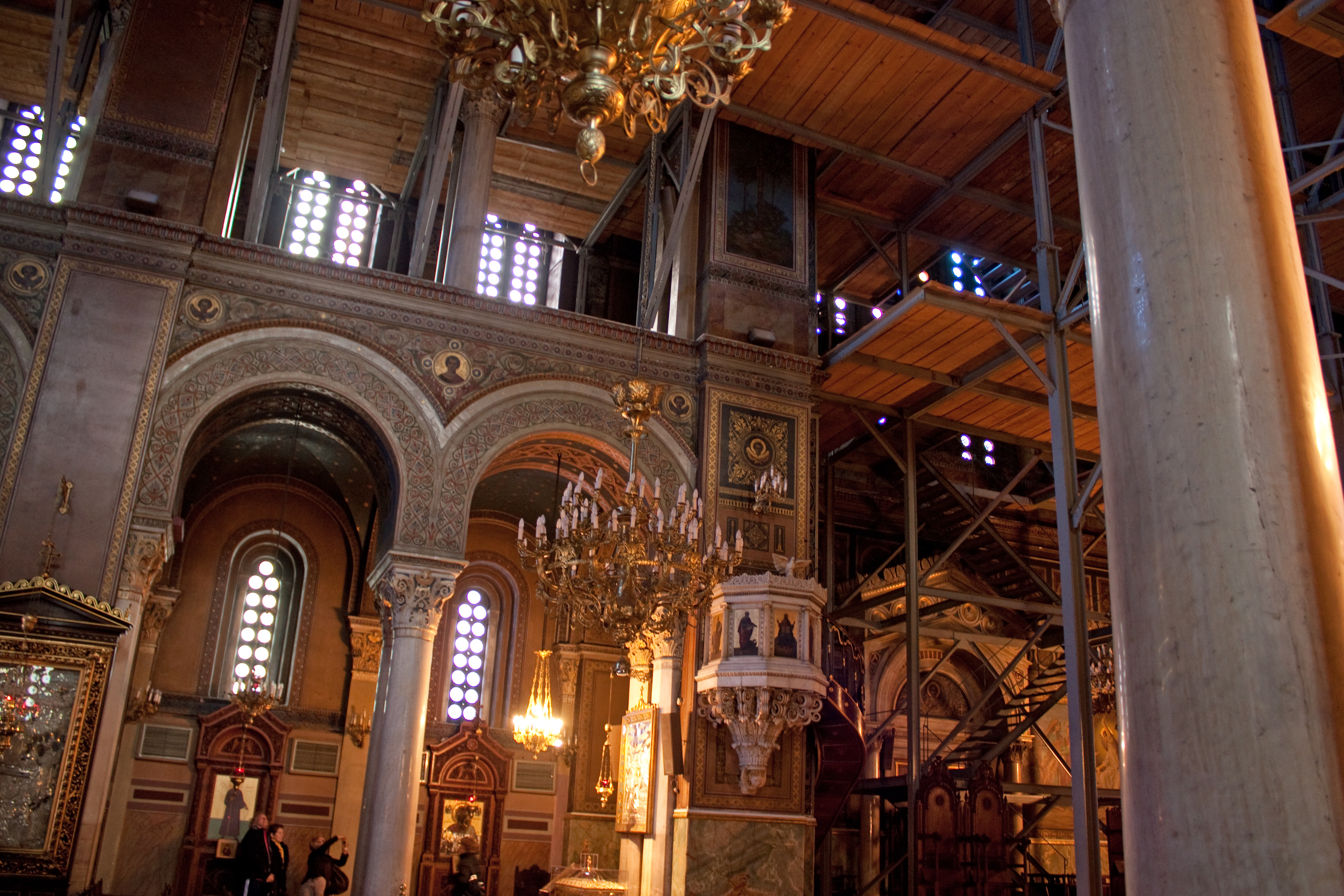
Ambona i widok lewej nawy świątyni